# Cycleptus
Genre
Cycleptus est un genre de poissons téléostéens de la famille des Catostomidae (ordre des Cypriniformes).

## Liste des espèces
Selon FishBase (16 juillet 2015) :
- Cycleptus elongatus (Lesueur, 1817)
- Cycleptus meridionalis Burr & Mayden, 1999

## Galerie

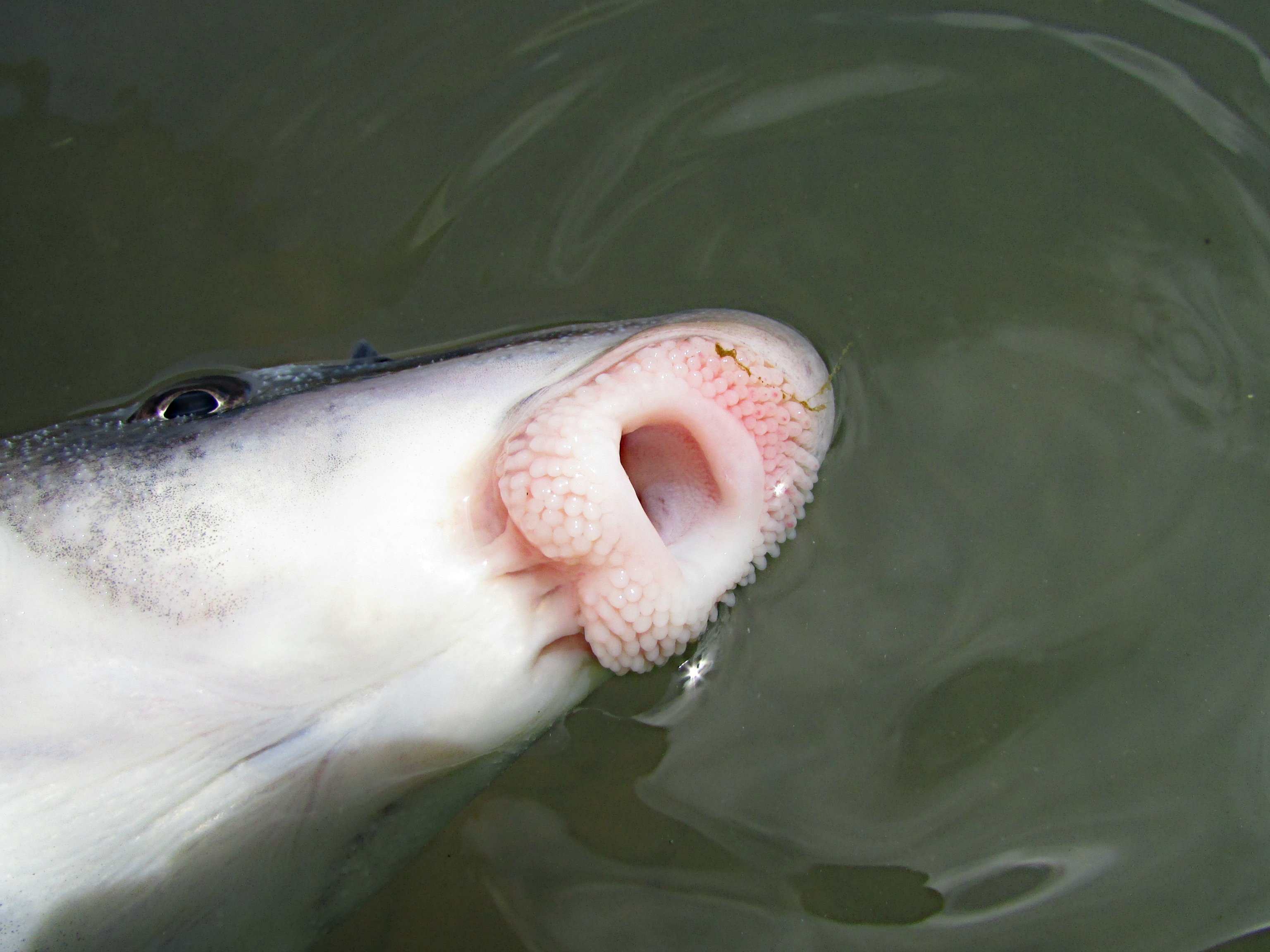
Cycleptus elongatus.